# خلقة (همدان)

تعديل مصدري - تعديل

خلقة هي إحدى قرى عزلة ربع همدان بمديرية همدان التابعة لمحافظة صنعاء، يبلغ تعداد سكانها 4241 نسمة حسب تعداد اليمن لعام 2004.